# Adriatica
Adriatica – szwajcarskie przedsiębiorstwo specjalizujące się w produkcji zegarków.

## Historia
Firma powstała w 1852 roku w Moutelier w Szwajcarii. Początkowo były to dwie firmy (Adria i Adriatica), które połączyły się 17 lat po zakończeniu II wojny światowej. Do 1949 roku, biorąc pod uwagę zaistniałe okoliczności związane z wojnami, firmy nie prowadziły działalności.
Obydwie firmy, w szczególności Adriatica, były popularne m.in. w Finlandii. Do Polski zaczęto sprowadzać zegarki Adriatiki w 1990 roku.
Od 1998 roku przedsiębiorstwo Adriatica mieści się we włoskojęzycznym kantonie Szwajcarii Ticino, w miejscowości Dongio i jest własnością spółki PR & A Watch Sagl.
Adriatica jest zrzeszona w Federacji Szwajcarskiego Przemysłu Zegarkowego FHS.